# 1214

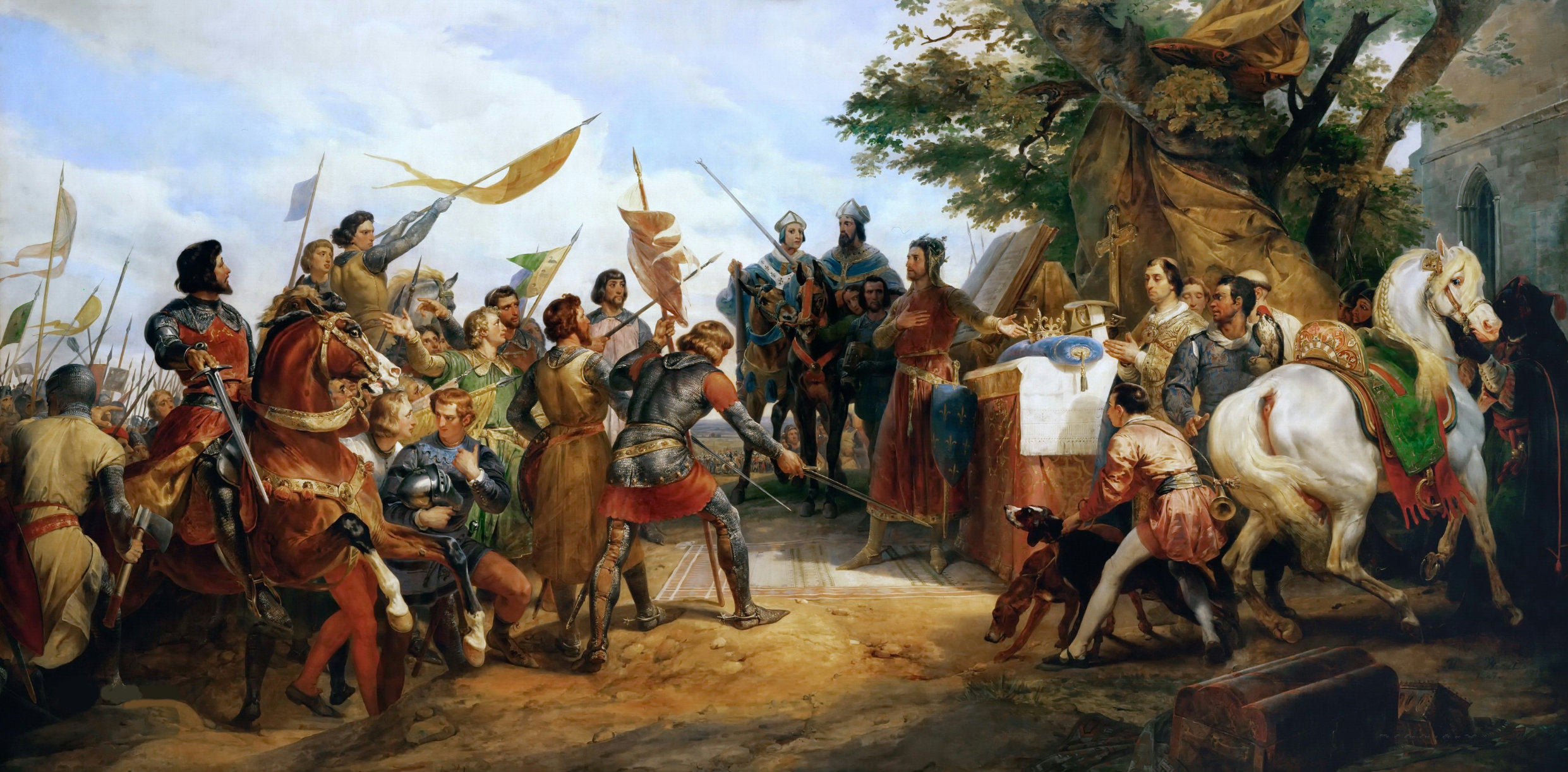
Slag bij Bouvines

Het jaar 1214 is het 14e jaar in de 13e eeuw volgens de christelijke jaartelling.

## Gebeurtenissen
februari
- 13 - Bar - Theobald I, gemaal van Ermesinde II van Luxemburg, sterft en wordt in Bar opgevolgd door zijn zoon Hendrik II

voorjaar
- Koning Jan van Engeland landt in La Rochelle en begint aan de herovering van zijn verloren Franse landen.

mei
- mei - Otto IV huwt met Maria van Brabant

juli
- 2 - Slag bij La Roche-aux-Moines: Filips II van Frankrijk, op veldtocht in Vlaanderen, verslaat Jan zonder Land, en krijgt daardoor grotere bewegingsvrijheid tegen de Vlaamse anti-Franse alliantie.
- 27 - Slag bij Bouvines: De Fransen onder Filips II verslaan een gezamenlijk leger van Ferrand van Portugal, graaf van Vlaanderen, keizer Otto IV en Jan zonder Land vernietigend. Ferrand wordt gevangengenomen.

september
- 8 - Het beleg van Valkenburg wordt opgeheven met een verdrag.
- 18 - Verdrag van Chinon: Jan zonder Land verliest al zijn bezittingen in Frankrijk ten noorden van de Loire.

december
- 6 - Floris IV van Holland huwt met Machteld van Brabant

zonder datum
- Simon van Montfort, leider van de Albigenzische Kruistocht, neemt de macht over in het graafschap Toulouse.
- De Jin-dynastie verplaatst haar hoofdstad van Zhongdu naar Kaifeng.
- Stormvloed van 1214: Zowel Zuid- als Noord-Nederland wordt door een stormvloed getroffen. De afslag van veengebieden zet zich voort.
- Het graafschap Vermandois wordt bij het Franse kroondomein gevoegd.
- Olivier van Keulen predikt de Vijfde Kruistocht in het Rijnland en De Lage Landen, en vindt, vooral in Friesland, veel gehoor.
- Waldemar II van Denemarken trouwt met Berengaria van Portugal
- kloosterstichting: Mariënhof (Grootegast)
- Oudst bekende vermelding: Borgvliet, Grave, Nieuwmunster

## Opvolging
- Artsach - Vachtang Tangik II opgevolgd door zijn zoon Hasan-Jalal
- Aumale - Hawise opgevolgd door Reinoud van Dammartin
- Béarn - Gaston VI opgevolgd door zijn broer Willem I
- Castilië - Alfons VIII opgevolgd door zijn zoon Hendrik I onder regentschap van diens moeder Eleonora van Engeland, na dier dood van Hendriks zuster Berenguela
- Epirus - Michaël I Komnenos Doukas opgevolgd door zijn halfbroer Theodoros Komnenos Doukas
- Rijnpalts - Hendrik VI van Brunswijk opgevolgd door Lodewijk de Kelheimer van Beieren
- Schotland - Willem I opgevolgd door zijn zoon Alexander II
- Toulouse - Raymond VI opgevolgd door Simon van Montfort

## Afbeeldingen

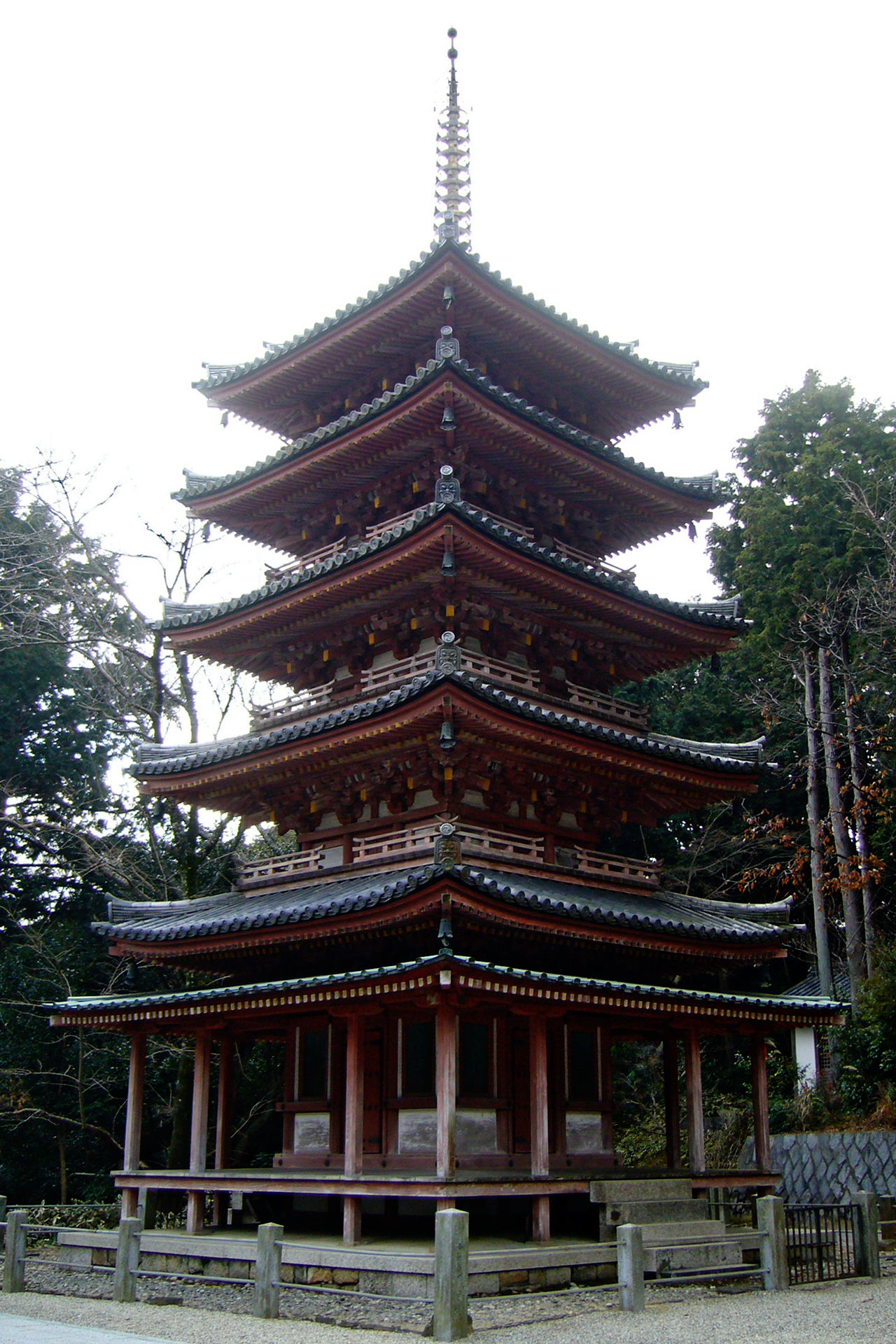
Kaijūsen-ji pagode, Japan (1214)

## Geboren
- 25 april - Lodewijk IX, koning van Frankrijk (1226-1270)
- Isabella Plantagenet, echtgenote van keizer Frederik II
- Roger Bacon, Engels filosoof en wetenschapper (jaartal bij benadering)

## Overleden
- 13 februari - Theobald I (~55), graaf van Bar (1190-1214)
- 1 mei - Hendrik VI, markgraaf van Brunswijk en paltsgraaf aan de Rijn (1212-1214)
- 14 september - Albert Avogadro, (Latijns) patriarch van Jeruzalem
- 5 oktober - Alfons VIII (58), koning van Castilië (1158-1214)
- 4 december - Willem I (~71), koning van Schotland (1165-1214)
- Cunegonde van Lotharingen, Duits edelvrouw
- Eleonora van Engeland, echtgenote van Alfons VIII
- Gaston VI (~41), burggraaf van Béarn
- Hawise, gravin van Aumale
- Imagina van Loon, echtgenote van Godfried III van Leuven
- Bernard Ato VI, burggraaf van Agde en Nîmes (jaartal bij benadering)
- Michaël I Komnenos Doukas, despoot van Epirus (jaartal bij benadering) (vermoord)